# Johann Carl Freiesleben

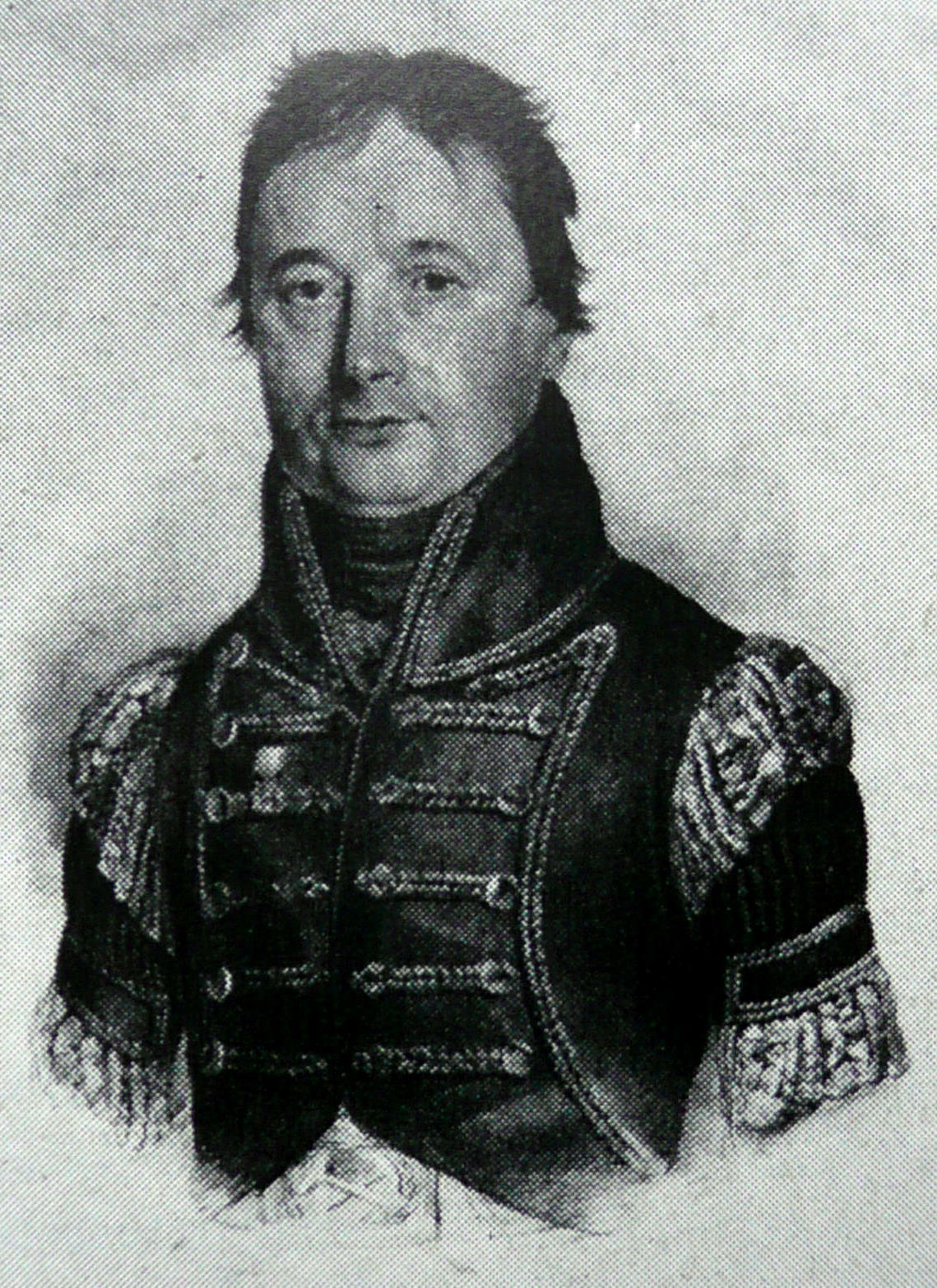
Johann Carl Freiesleben (1774–1846)

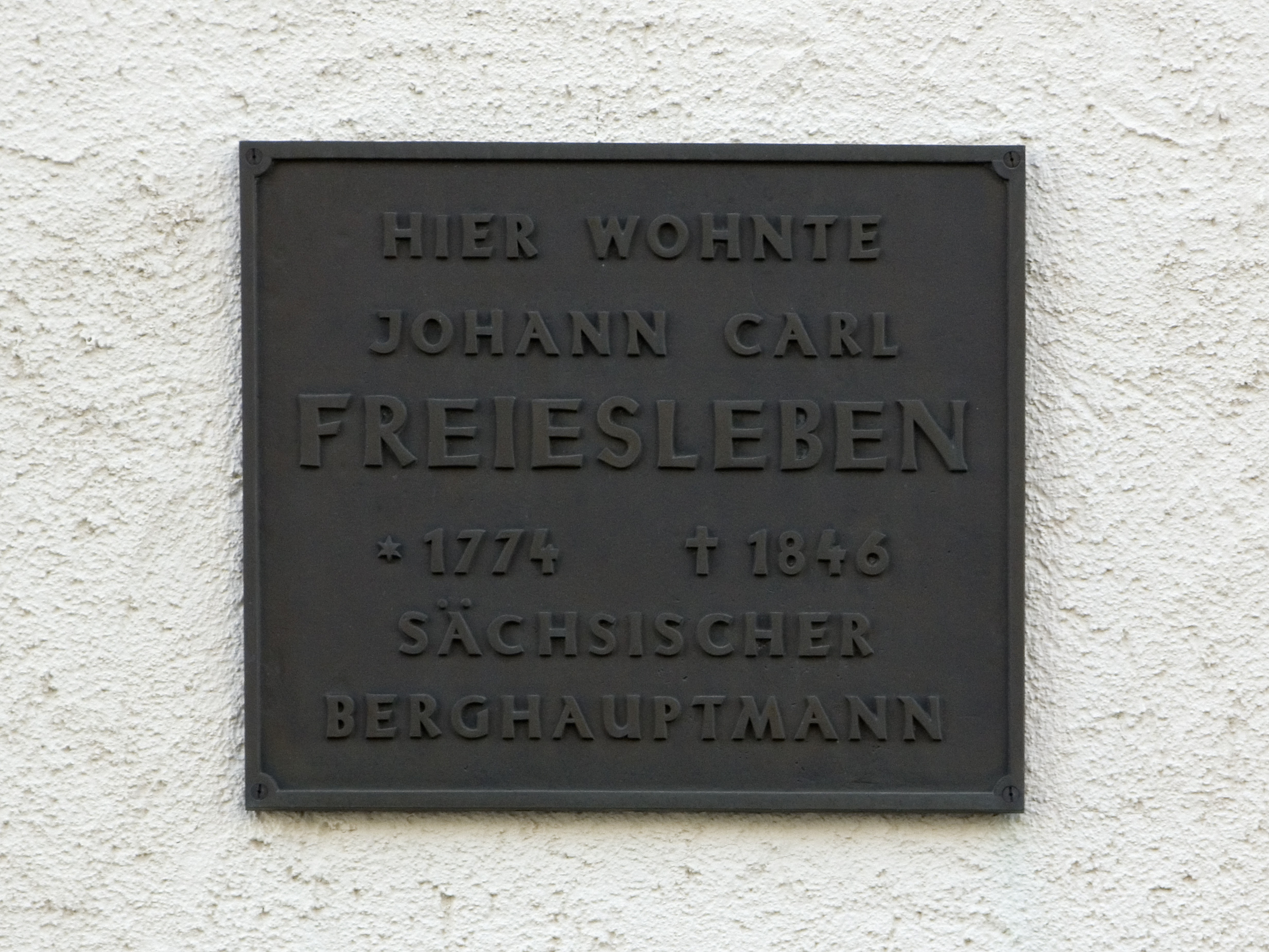
Gedenktafel an seinem Wohnhaus in Freiberg

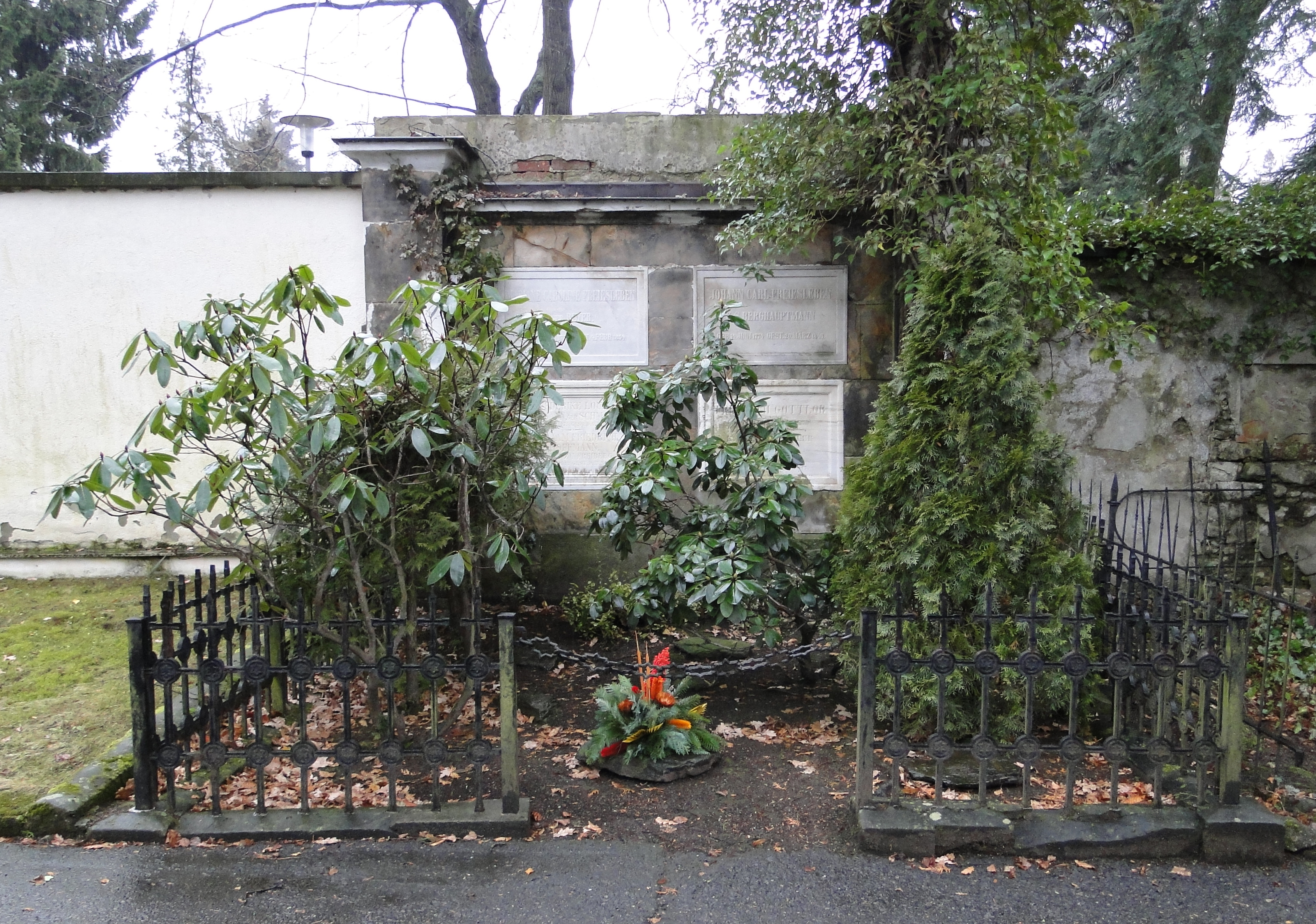
Johann Carl Freieslebens Grab in Freiberg

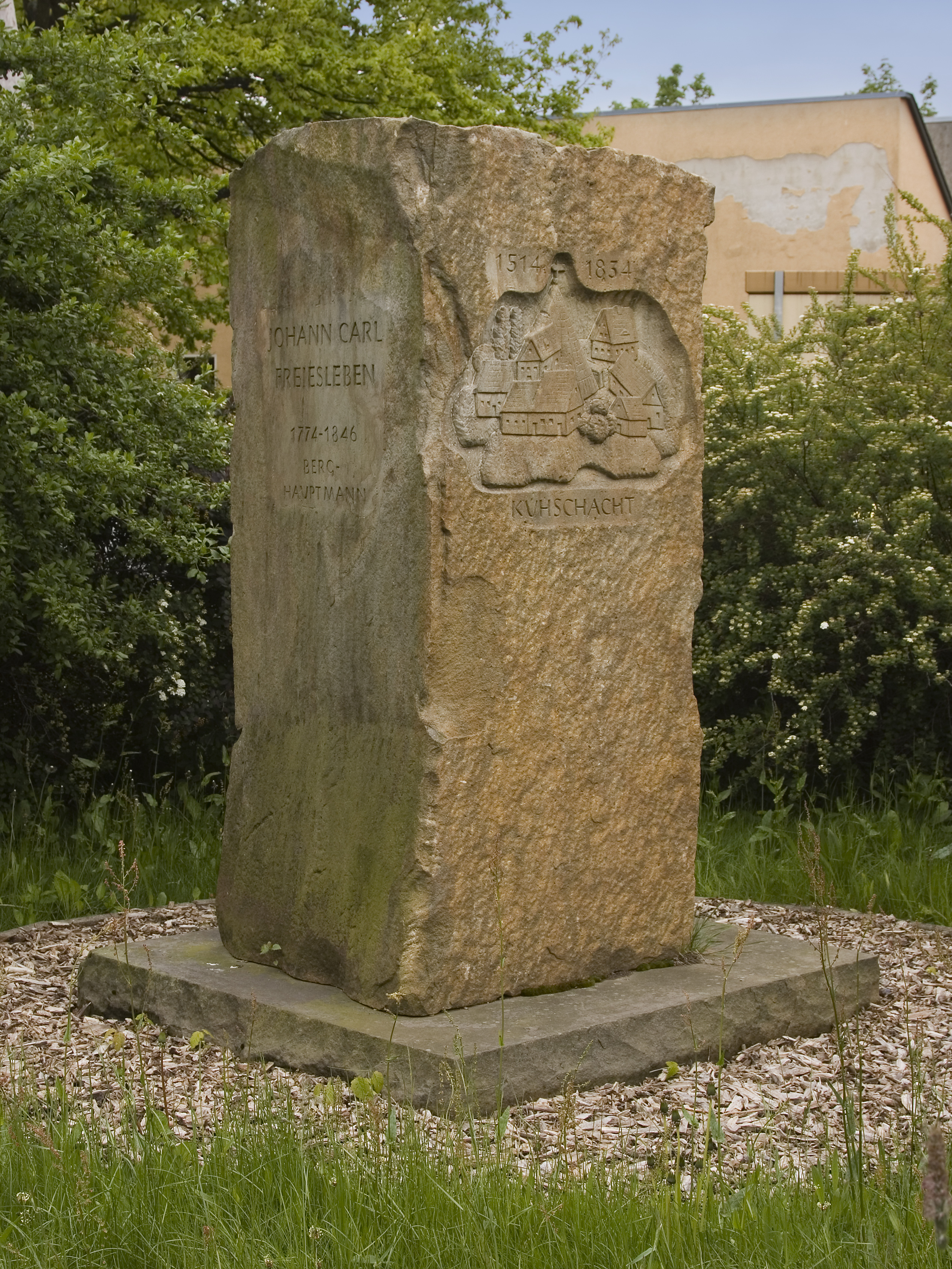
Denkmal in Freiberg

Johann Carl Freiesleben (* 14. Juni 1774 in Freiberg; † 20. März 1846 in Niederauerbach) war ein sächsischer Berghauptmann.

## Leben und Wirken
Er entstammte einer Bergmannsfamilie aus Freiberg und fuhr bereits als Gymnasiast seine ersten Häuerschichten. Nach Abschluss des Gymnasiums besuchte er von 1790 bis 1792 die Bergakademie Freiberg, wo Abraham Gottlob Werner Freiesleben förderte. An der Bergakademie lernte er unter anderem Alexander von Humboldt, Christian Leopold von Buch und Ernst Friedrich von Schlotheim kennen, mit denen er gemeinsam mehrere Bildungsreisen unternahm. Mit von Humboldt blieb Freiesleben das ganze Leben befreundet.
Von 1792 bis 1795 studierte Freiesleben Rechtswissenschaften an der Universität Leipzig. Von dort aus unternahm er Erkundungen im Harz. Nach Abschluss des Studiums trat er mit Humboldt eine Reise nach Savoyen und in die Schweiz an. Nach der Rückkehr erhielt er 1796 eine Anstellung als Bergamtsassessor in Marienberg und 1799 als Bergmeister des Bergamts Johanngeorgenstadt.
Im Jahr 1800 wurde Freiesleben als Bergkommissionsrat, Oberbergvogt in Thüringen und Direktor der mansfeldischen Bergwerke nach Eisleben berufen. Hier legte er mehrere Publikationen über die Verbesserung des Kupferschieferbergbaus vor.
Als Eisleben 1808 dem Königreich Westphalen zugeordnet wurde, trat er nicht in westphälische Dienste, sondern kehrte, nachdem ihn der sächsische König eine Entschädigung für seinen bisherigen Wirkungskreis zugesichert hatte, nach Freiberg zurück und wurde Beisitzer des dortigen Oberberg- und Hüttenamtes und dort später zum Bergrat befördert. Nach dem Tod des Oberberghauptmanns Sigismund August Wolfgang von Herder übernahm er von 1838 bis 1842 als Berghauptmann die Leitung des Sächsischen Oberbergamts.
Die Universität Marburg verlieh ihm 1817 den Doktortitel und die Akademie der Wissenschaften in Berlin ernannte ihn 1828 zum korrespondierenden Mitglied. Im Jahr 1818 schenkte Freiesleben der preußischen Bergschule Eisleben 212 Stücke seiner geognostischen Mineraliensammlung aus der Freiberger Gegend.
Freiesleben starb auf einer Geschäftsreise in dem von ihm geleiteten Messingwerk Niederauerbach im Vogtland. Er wurde auf dem Donatsfriedhof in Freiberg beigesetzt.
Später erhielten das Mineral Freieslebenit sowie der fossile Fisch Palaeoniscum freieslebeni, ein Strahlenflosser aus der Permzeit, ihre Namen nach dem Forscher. Er selbst entdeckte 1815 in der Nähe von Sangerhausen das von ihm als blaues Kupferglas bezeichnete Mineral Covellin.

## Schriften (Auswahl)
Freiesleben hinterließ zahlreiche Veröffentlichungen. Er wird als Begründer des stratigraphischen Teils der Geognosie für das nördliche Deutschland bezeichnet.
- Mineralogische Bemerkungen über das Schillernde Foßil von der Baste bey Harzburg : insbesondere mit Hinsicht auf dessen geognostisches Vorkommen, Leipzig 1794
- Bemerkungen über den Harz
  - Bd. 1: Bergmännische Bemerkungen über den merkwürdigsten Theil des Harzes, 1795 (Digitalisat)
  - Bd. 2: Mineralogische Bemerkungen bei Gelegenheit einer Reise durch den merkwürdigsten Theil des Harzgebirges, 1795 (Digitalisat)
- Geognostische Arbeiten, 6 Bände, Freiberg 1807/1817
- Systematische Uebersicht der Litteratur von der Mineralogie, Berg- und Hüttenkunde vom Jahr 1800 bis 1820, 1822 (Digitalisat)
- Magazin für die Oryktographie von Sachsen - Ein Beytrag zur mineralogischen Kenntniss dieses Landes und zur Geschichte seiner Mineralien, Freiberg 1828
- Vom Vorkommen der salzigen Fossilien sowie der Salz- und Mineral-Quellen in Sachsen, Freiberg 1839
- Die Sächsischen Erzgänge in localer Folge nach ihren Formationen zusammengestellt
  - Bd. 1: Die Altenberger, Annaberger und Freiberger Refiere, Freiberg 1844 (Digitalisat)
  - Bd. 2: Die Johanngeorgenstädter, Marienberger u. Schneeberger Refiere, Freiberg 1845 (Digitalisat)
- Vom Vorkommen der brennbaren Fossilien in Sachsen, Freiberg 1845 (Digitalisat)
- Vom Vorkommen der Gold- und Quecksilber-Erze in Sachsen, Freiberg 1846
- Vom Vorkommen der Silbererze in Sachsen
  - Bd. 1: Vom Vorkommen des Gediegen Silber, Hornerz, der Silberschwärze und des Glaserz, Freiberg 1847
  - Bd. 2: Vom Vorkommen des Sprödglaserz, Weißgiltigerz, Rothgiltigerz und einiger andrer Silbererze, Freiberg 1847
- Vom Vorkommen der Kupfererze in Sachsen, Freiberg 1848
- Beiträge zur Geschichte, Statistik und Literatur des Sächsischen Erzbergbaues, mit besonderer Berücksichtigung der Gangformationen, Freiberg 1848 (aus dem Nachlass herausgegeben von Hermann Müller) (Digitalisat)